# Biri
Biri is een gemeente in de Filipijnse provincie Northern Samar op het gelijknamige eiland. Bij de laatste census in 2007 had de gemeente bijna 11 duizend inwoners.

## Geografie

### Bestuurlijke indeling
Biri is onderverdeeld in de volgende 8 barangays:
| - Kauswagan - MacArthur - Pio Del Pilar - Poblacion - Progress or Talisay - San Antonio - San Pedro - Santo Niño |

## Demografie
Biri had bij de census van 2007 een inwoneraantal van 10.649 mensen. Dit zijn 1.949 mensen (22,4%) meer dan bij de vorige census van 2000. De gemiddelde jaarlijkse groei komt daarmee uit op 2,83%, hetgeen hoger is dan het landelijk jaarlijks gemiddelde over deze periode (2,04%). Vergeleken met de census van 1995 is het aantal mensen met 1.783 (20,1%) toegenomen.

De bevolkingsdichtheid van Biri was ten tijde van de laatste census, met 10.649 inwoners op 24,62 km², 432,5 mensen per km².